# Mathias Reckinger
Mathias Reckinger (Berbourg, 17 februari 1899 – Luxemburg-Stad, 12 september 1976) was een Luxemburgs kunstschilder en docent.

## Leven en werk
Mathias Reckinger was een zoon Johann Reckinger en Anna Peetsch. Hij studeerde aan de École nationale supérieure des beaux-arts in Parijs en vervolgde zijn studie in Brussel aan de Koninklijke Academie voor Schone Kunsten en de Académie des Arts Décoratifs. Reckinger werd als opvolger van Auguste Wirion benoemd tot tekenleraar (1933) en tekenprofessor (1945) aan het Lycée classique in Echternach.
Reckinger schilderde landschappen en bloemstukken. Hij was lid van de Cercle Artistique de Luxembourg, waar hij van 1921 tot 1946 deelnam aan de jaarlijkse salons. Solo-exposities had hij onder meer bij Galerie Bradtké (1931, 1936, 1937, 1941) in Luxemburg-Stad, in de Sint-Willibrordbasiliek (1948) in Echternach en in Galerie Wierschem (1964). In 1933 ontving hij de Prix Grand-Duc Adolphe. Werk van hem is opgenomen in de collectie van het Musée national d'archéologie, d'histoire et d'art.
Mathias Reckinger overleed na een kort ziekbed, op 77-jarige leeftijd, in het ziekenhuis in Eich.
- Musée national d'archéologie, d'histoire et d'art: lkl004098